# Mario Vonhof

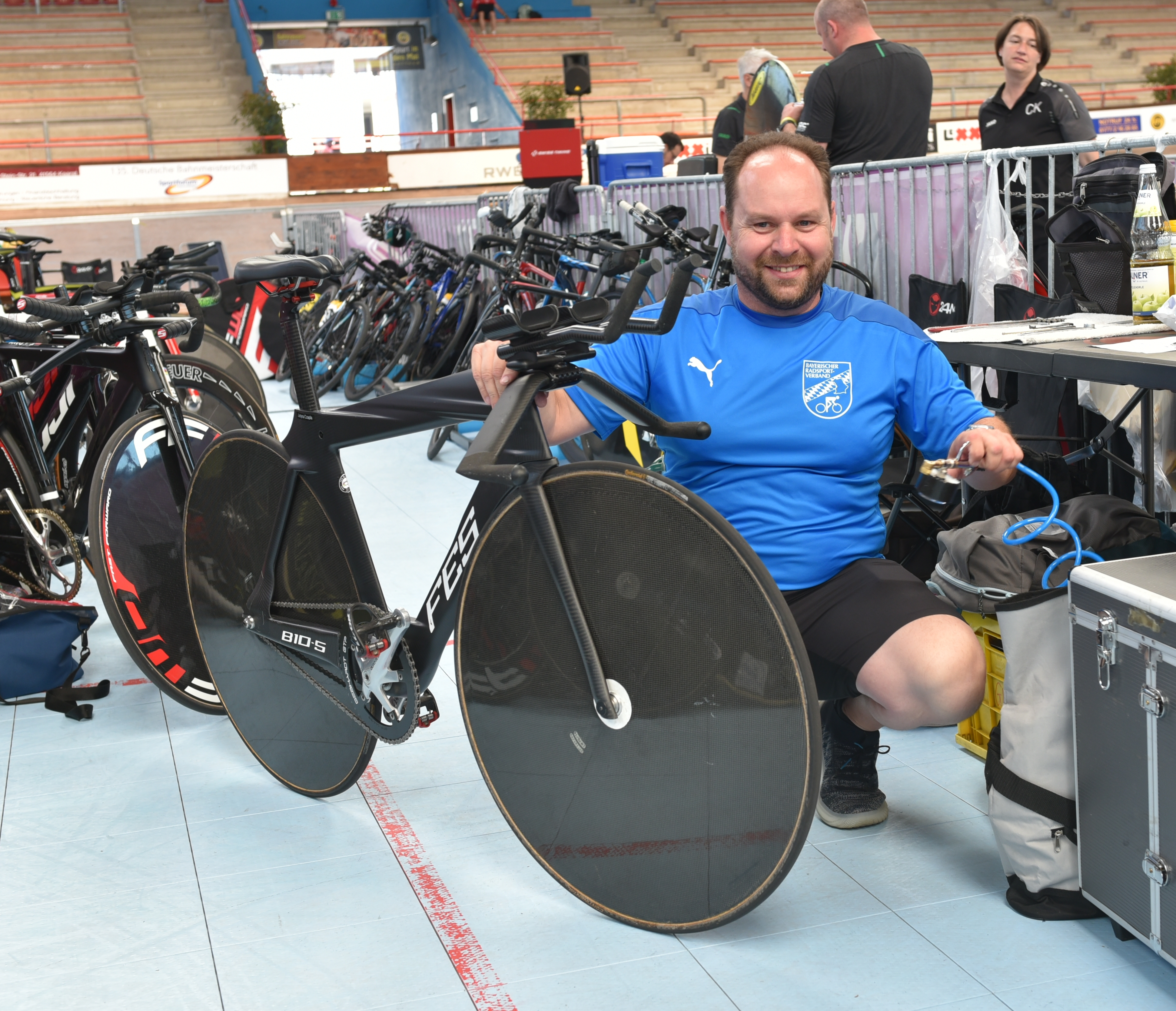
Vonhof als Verbandstrainer bei den deutschen Bahnmeisterschaften 2022

Mario Vonhof (* 7. Juli 1975 in Berlin) ist ein ehemaliger deutscher Radrennfahrer und heutiger Sportlicher Leiter.

## Sportliche Laufbahn
Mario Vonhof wurde in Berlin als Sohn des Radrennfahrers Peter Vonhof geboren. Seit seinem 12. Lebensjahr fährt er Radrennen. In der ersten Phase seiner Rennsportkarriere startete Vonhof häufig bei Sechstagerennen, konnte aber keines davon gewinnen. Ab 1994 war er bei Deutschen Derny-Meisterschaften erfolgreich und wurde nach einigen zweiten Plätzen in den Jahren 1998, 1999 und 2000 Deutscher Dernymeister.
Seit seinem 18. Lebensjahr fuhr Vonhof zudem Steher-Rennen. Nachdem er 2007 und 2008 bei den Deutschen Meisterschaften der Steher jeweils den zweiten Platz erringen konnte, wurde er 2009 in Leipzig Deutscher Stehermeister gemeinsam mit seinem Stammschrittmacher Dieter Durst. In 2010 wurde er in Erfurt wieder Vizemeister bei der Deutschen Stehermeisterschaft. In den Jahren 2007 in Alkmaar und 2009 in Forst errang er jeweils den zweiten Platz bei den UEC Europameisterschaften der Steher. Er startete für den Verein Tourenclub Schwabach.
Im September 2009 legte Vonhof in Nürnberg die Schrittmacher-Prüfung ab. Am 2. Oktober 2011 gewann er sein Abschiedsrennen als Steher auf der Nürnberger Radrennbahn Reichelsdorfer Keller.

## Berufliches
1992 bis 1995 Ausbildung zum Polizeibeamten des mittleren Dienstes beim Polizeipräsidenten in Berlin.
Im Jahr 2013 wurde Vonhof zum Beauftragten für den Steher- und Dernysport im Bund Deutscher Radfahrer (BDR) benannt. 2014 war er Sportlicher Leiter des Schweizer Frauenradsportteams Bigla Cycling Team.
Mario Vonhof ist als Trainer beim Bayerischen Radsportverband tätig (Stand 2021). 2023 wurde er Sportlicher Leiter des Teams Canyon SRAM Racing.

## Erfolge
1998
- Weltcup-Gesamtsieger mit der deutschen Nationalmannschaft
- Europameisterschaft Omnium
- Deutscher Meister – Derny

1999
- Deutsche Meister – Derny

2000
- Deutsche Meister – Derny

2003
- Weltcup-Gesamtsieger mit der deutschen Nationalmannschaft

2007
- Europameisterschaft – Steherrennen

2009
- Deutscher Meister – Steherrennen
- Europameisterschaft – Steherrennen